# Erateina olivata
Erateina olivata là một loài bướm đêm trong họ Geometridae.